# Art modeste
 (octobre 2017).
Si vous disposez d'ouvrages ou d'articles de référence ou si vous connaissez des sites web de qualité traitant du thème abordé ici, merci de compléter l'article en donnant les références utiles à sa vérifiabilité et en les liant à la section « Notes et références ».
L'art modeste est une expression artistique qui exprime une critique de l'enfermement orgueilleux de l'art sur lui-même, sans communication, et soumis aux seules règles du marché.
De ce fait, l'« artiste modeste » veut être compris de tous, chacun pouvant s'approprier l'œuvre modeste, autant intellectuellement que matériellement. Un artiste modeste n'établit pas de hiérarchie entre les différentes formes d'art, chacune ayant sa valeur, d'où la diversité des « créations modestes ».

## Histoire d'un mouvement artistique

### Origine de l'expression
L'un des fondateurs du concept d'« art modeste » est le peintre Hervé Di Rosa. Celui-ci est parti du lapsus commis par une petite fille lors d'une exposition de son œuvre et de celles de son frère, Richard Di Rosa, au musée des enfants du musée d'Art moderne de la ville de Paris, en 1988, « Viva Di Rosa ». L'enfant demandait à sa mère quand elle pourrait revenir au « musée de l'art modeste ». Hervé Di Rosa a été intéressé par cette qualification correspondant au principe d'humilité qui fonde son œuvre, contre la prétention d'artistes conformistes ou élitistes.[réf. nécessaire]
Ce mouvement artistique est également porté par l'artiste Bernard Belluc, adepte de l'art de collection, mais aussi figuriste.

### Définition
Tout objet étant respectable, y compris les cadeaux Bonux ou les poupées Barbie, parce qu'issu du travail humain, il s'agit pour l'art modeste de mettre en valeur les choses les plus banales, les plus quotidiennes, en portant sur elles un regard qui n'est plus utilitaire, mais chargé d'affection, grâce à des assemblages, des mises en scène, à la création d'environnements qui vont leur donner une âme.
Selon Di Rosa, la fonction de l'art est d'« envahir la vie, de la rendre moins dérisoire. »
En 2010, à l'occasion de son dixième anniversaire, le musée international des arts modestes (MIAM) expose « Les territoires de l’art modeste » qui cartographie et scénographie les multiples facettes de cet art. Le recensement abouti à l'identification de 12 territoires, aux frontières des autres arts.

### Représentants et lieux
Arthur Rimbaud aurait adhéré à l'art modeste si l'on considère ce qu'il déclare dans Une saison en enfer : 

« J'aimais les peintures idiotes, dessus de portes, décors, toiles de saltimbanques, enseignes, enluminures populaires... »

Selon la conception développée par Di Rosa, peut revendiquer le statut d'« artiste modeste » tout créateur, œuvrant de façon artisanale ou industrielle, d'objets suscitant des émotions et ayant une valeur affective. Mais constatant que toute personne réalisant une œuvre agit par prétention, Hervé Di Rosa poursuit la logique et sur le ton de la plaisanterie affirme « Toute œuvre est une prétention. Il n'y a pas d'art modeste ».
Les lieux de l'art modeste peuvent aussi bien être les puces, les entrepôts d'Emmaüs, que le MIAM, créé en 2000 à Sète, ville natale de Di Rosa, qui s'est associé pour ce projet à l'artiste et collectionneur Bernard Belluc. Les collections de Di Rosa et Belluc constituent le fonds du MIAM, dévolu à l'exploration de la création populaire.